# Eine Art Familientreffen
Eine Art Familientreffen ist der letzte Teil der autobiographischen Romantrilogie von Judith Kerr, die mit Als Hitler das rosa Kaninchen stahl beginnt. Er spielt im Herbst 1956 in London und West-Berlin.
Eine Art Familientreffen kam in der deutschen Übersetzung von Annemarie Böll erstmals 1979 heraus. Das englischsprachige Original aus dem Jahr 1978 erschien unter dem Titel A Small Person Far Away.
Wie in den beiden ersten Bänden trägt Judith Kerrs Alter Ego den Namen Anna, ihr Bruder Michael erscheint als Max, die Eltern Alfred und Julia Kerr werden nur Papa und Mama genannt. Hinter der Figur des Richard verbirgt sich Judith Kerrs Ehemann Nigel Kneale.

## Inhalt
Während Als Hitler das rosa Kaninchen stahl einen Zeitraum von gut zwei Jahren – vom Frühjahr 1933 bis zum Herbst 1935 – umfasste und Warten bis der Frieden kommt die Kriegsjahre in London ab März 1940 bis zum Ende des Zweiten Weltkriegs zum Thema hatte, erstreckt sich die Handlung des dritten Bandes nur über wenige Tage im Oktober 1956. Aber wie schon im Vorgängerband wird die Vergangenheit in zahlreichen Rückblenden und Erinnerungsszenen thematisiert, so dass eine nahezu lückenlose Darstellung der Schicksale der Emigrantenfamilie bis zum Herbst 1956 entsteht.

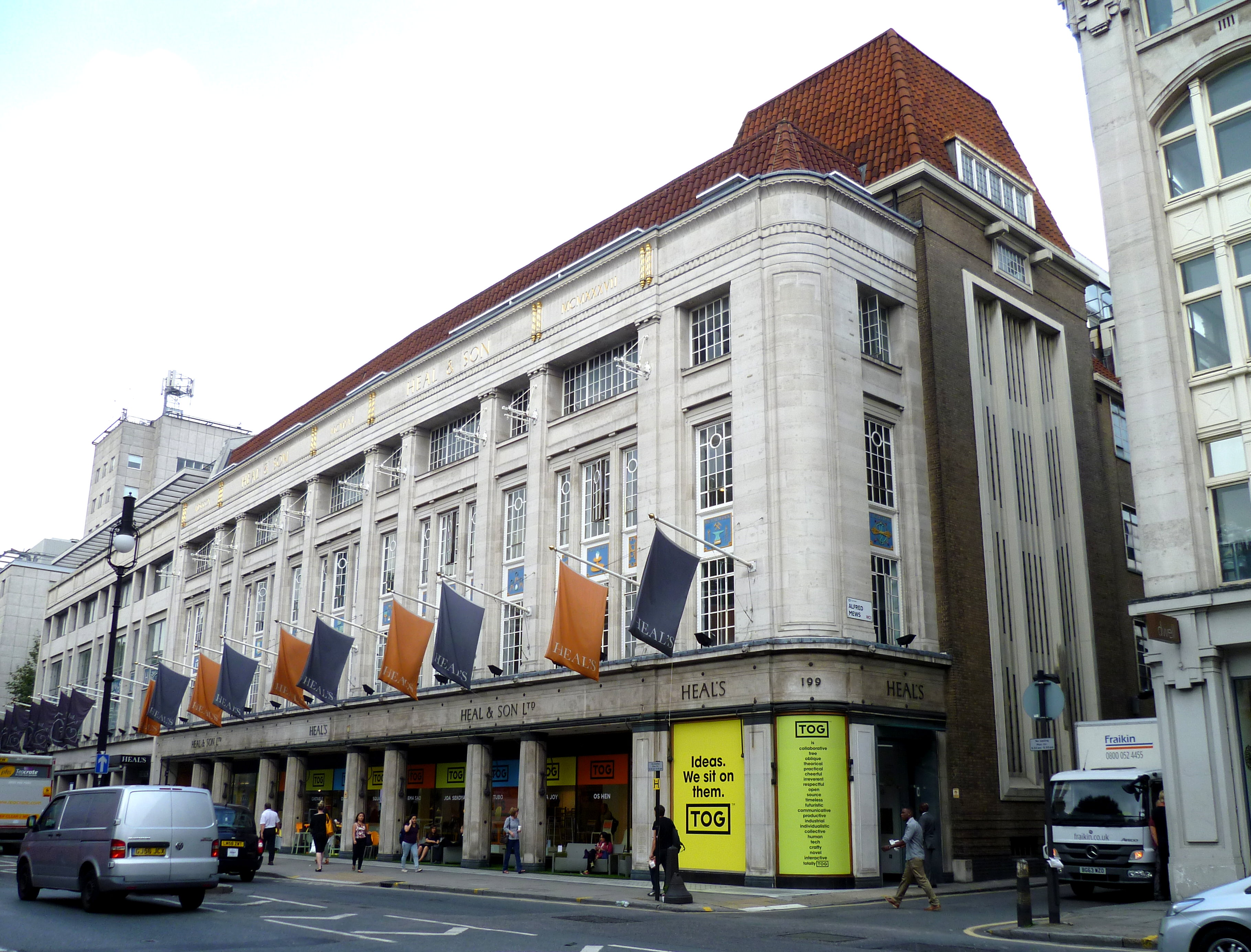
Der Schauplatz der Eingangsszene in der Tottenham Court Road

Anna ist seit etwa einem Jahr mit einem bekannten Fernsehschriftsteller verheiratet. Die beiden leben in einer kleinen Wohnung in einem Neubaublock in Camden und sind noch dabei, die letzten Einrichtungsgegenstände für dieses Domizil zu beschaffen. Während Annas Mann Richard zu Hause an der Schreibmaschine sitzt, entdeckt Anna an einem Samstagmorgen bei Heals endlich einen Teppich fürs Esszimmer, der genau den richtigen, lange gesuchten Farbton aufweist. Als sie den Scheck ausfüllt, kommt sie mit dem Verkäufer ins Gespräch, weil dieser stutzt, als er den bekannten Nachnamen ihres Ehemanns zu Gesicht bekommt. Dabei erfährt man, dass Anna, die zunächst Kunst studiert hatte, inzwischen ebenfalls schriftstellerisch tätig ist und wie ihr Mann für die BBC arbeitet.
Auf dem Heimweg kommt Anna zufällig am Haus der Dillons vorbei, eines Ehepaares, das ebenfalls für die BBC tätig ist und mit dem sie sich vor kurzer Zeit auf einer Party angefreundet hat. Elizabeth Dillon bittet Anna herein. James Dillon, noch im Schlafanzug, sitzt erst beim Frühstück, da er wegen „dieser Sache mit Ungarn“ erst spät ins Bett gekommen ist. Gemeint ist der Aufstand der Ungarn gegen die sowjetische Besatzung im Jahr 1956, der wenige Tage nach dieser Szene blutig niedergeschlagen wurde und, ebenso wie die Suezkrise, alle Geschehnisse der Erzählung überschattet. Kein Mensch wünsche sich einen dritten Weltkrieg und daher, so sagt James Dillon voraus, werde der Westen zwar reden, aber nicht mit Waffen gegen die Sowjets vorgehen. Nichts zu tun, so meint Elizabeth, sei aber schon bei Hitler der falsche Weg gewesen, wie ja niemand besser wisse als Anna selbst. Daraus entwickelt sich ein Gespräch über Annas Schicksale während der Flucht vor Hitler, ihre Dreisprachigkeit und ihre Tätigkeit bei der BBC. Als sie Abschied nimmt, lädt das Ehepaar Dillon sie und Richard für den kommenden Donnerstag zum Abendessen ein.
Anna kehrt so glücklich über die Begegnung mit den Dillons und über ihren Einkauf in ihre Wohnung zu Richard zurück, dass sie den Hausmeister nicht beachtet, der vor dem Haus nach ihr ruft. Wenige Augenblicke später aber erscheint er an der Wohnungstür und überreicht ihr ein Telegramm. Überzeugt, dass an einem solchen Tag nur eine positive Nachricht übermittelt werden kann, ist Anna fassungslos, als sie den Text liest. Ihre Mutter, die mittlerweile wieder in Berlin lebt, sei schwer an Lungenentzündung erkrankt, Anna solle für alle Fälle für den nächsten Tag einen Flug buchen. Näheres erfahre sie abends telefonisch.
Abgeschickt wurde das Telegramm von Konrad, Mamas Lebensgefährten. Seit 1947 nämlich lebt Mama, die als Dolmetscherin für die amerikanische Besatzung arbeitet, in Westberlin. Papa ist während seines ersten Besuchs in Deutschland 1948 gestorben bzw. hat nach einem Schlaganfall den Freitod gewählt, und etwa ein Jahr später muss Mamas Beziehung zu Konrad Rabin begonnen haben. Der promovierte Jurist arbeitet für die JRSO und wohnt wie Mama in einem amerikanischen Neubau. Konrad hat Mama zuliebe seine Frau und zwei erwachsene Töchter verlassen. Zum gemeinsamen Bekanntenkreis gehören Konrads Kollege Erwin Goldblatt und dessen Ehefrau Hildy.
Anna zerbricht sich den Kopf, wie es zu Mamas Erkrankung gekommen sein kann. Vor der Idee, nach Berlin zu fliegen, schreckt sie zurück. Obwohl sie während der Emigration und in der Zeit des Zweiten Weltkriegs zahlreiche gefährliche Situationen überstanden hat, hat sie sich in der Obhut ihrer Eltern nur selten geängstigt. Nun aber erscheint ihr das eingekesselte Westberlin wie eine Falle. Richard beruhigt sie schließlich mit den Worten, Konrad habe doch nur von einer provisorischen Buchung des Fluges gesprochen und bis zum Abend sehe die Situation vielleicht schon wieder ganz anders aus. Er begleitet sie zur Ablenkung auf den Markt in der Portobello Road, wo das Ehepaar wiederum auf Demonstranten stößt, die auf die Situation in Ungarn aufmerksam machen wollen; dabei fallen von Seiten der Zuschauer auch fremdenfeindliche Äußerungen.
Bei dem Telefonat mit Konrad erfährt Anna, dass ihre Mutter keineswegs nur an Lungenentzündung erkrankt ist, sondern dass sie versucht hat, sich mit einer Überdosis Schlaftabletten das Leben zu nehmen, und in einem Berliner Krankenhaus liegt. Konrad hält Annas Anwesenheit für erforderlich und verspricht, sie anderntags auf dem Flughafen in Tempelhof abzuholen. Anna zerbricht sich den ganzen Abend den Kopf, was ihre Mutter zu einem solchen Schritt getrieben haben kann, und macht sich Vorwürfe, weil sie ihr schon lange nicht mehr geschrieben hat. In der Nacht hat sie, offenbar nicht zum ersten Mal, einen fürchterlichen Alptraum: Sie weiß, dass sie zu jemandem gehören muss, kann sich aber nicht erinnern, um wen es sich handelt, und sieht sich daher völlig allein und verlassen in unterschiedlichen beängstigenden Szenerien. Erst nach dem Aufwachen wird ihr klar, dass es sich bei dem Gesuchten um Richard handelt, der neben ihr im Bett liegt.
Richard bietet wiederholt an, mit Anna nach Berlin zu fliegen, doch lehnt Anna das ab, weil er mitten in der Arbeit zu einer neuen Fernsehserie steckt und ihr außerdem, schon wegen mangelnder Deutschkenntnisse, in Berlin ja doch nicht helfen könne. Als sie aber auf dem Flughafen Heathrow von ihm Abschied nimmt, hat sie das Gefühl, dies sei eine Trennung für immer, und wird von Tränen überwältigt. Ihren Mann beruhigt sie aber mit dem Hinweis: „Du weißt doch, dass ich immer heule, wenn ich meine Tage kriege.“
Erst in Berlin erfährt Anna von Konrad den Grund für den Selbstmordversuch ihrer Mutter: Während diese einige Tage beruflich in Hannover zu tun hatte, hat er mit seiner Sekretärin Ilse angebändelt. Er hat diese Beziehung seiner Partnerin nach deren Rückkunft selbst gestanden, weil sich beide in einem so engen Kreis bewegen, dass sich der Vorfall auf die Dauer wohl ohnehin nicht hätte vertuschen lassen. Konrad besteht darauf, dass Mama als erwachsener Mensch über eine solche Affäre hinwegsehen können sollte. Dennoch hat er sich in den Wochen nach seinem Geständnis um Mama gesorgt – er war es auch, der sie nach dem Selbstmordversuch in ihrer Wohnung gefunden und den Transport in ein deutsches Krankenhaus in die Wege geleitet hat. Als Anna ihn fragt, warum er denn das Verhältnis mit Ilse begonnen habe, die er selbst als viel langweiliger und unattraktiver als Mama schildert, scheint er etwas ratlos und meint schließlich, er habe sich wohl bei der Sekretärin ein wenig ausruhen wollen. Dies kann Anna, an die mitunter nervenaufreibende Intensität der Lebensäußerungen ihrer Mutter gewöhnt, gut nachvollziehen.
Nach einem Mittagessen in einem Lokal besuchen Anna und Konrad Mama im Krankenhaus. Sie liegt im Koma, und Anna wird aufgefordert, sie immer wieder anzurufen: Vielleicht dringe ihre Stimme in Mamas Bewusstsein vor und könne eine Reaktion auslösen. Anna, schon den ganzen Tag von Übelkeit geplagt, hält diese Versuche nicht lange aus. Sie lässt sich von Konrad ins Hotel bringen, ruht dort eine Weile aus, wobei sie zahlreiche Visionen ihrer Vergangenheit erlebt, und begleitet Konrad abends zum Abendessen beim Ehepaar Goldblatt, da Konrad und Mama für diesen Tag dort eingeladen sind. Die Goldblatts wissen nur von Mamas Lungenentzündung, nicht von ihrem Versuch, sich das Leben zu nehmen, beginnen aber bald zu ahnen, dass etwas nicht stimmen kann, zumal im Gespräch erwähnt wird, dass Konrad inzwischen auch Annas Bruder Max alarmiert hat, der sich derzeit mit Frau und Kind auf einer entlegenen griechischen Insel befindet.
Beim nächsten Besuch im Krankenhaus am Montagmorgen hat Anna Gelegenheit, mit Mamas behandelndem Arzt zu sprechen. Dieser erklärt, man habe die Behandlungsmethode gewechselt und Mama sei jetzt sehr unruhig. Anna, wiederum von Erinnerungen an die Vergangenheit heimgesucht, hält es erneut nicht lange an Mamas Bett aus. Auch meint das Personal, ein Besuch am Nachmittag werde vielleicht sinnvoller sein. Konrad bringt Anna, da sie vom strömenden Regen völlig durchweicht ist, in seine gut geheizte Wohnung und verabredet sich zum Mittagessen mit ihr. Während Anna sich in Konrads Wohnung aufhält, entdeckt sie einige Haarklemmen, die wahrscheinlich nicht von ihrer Mutter stammen, und nimmt einen Anruf von Ilse entgegen, die über Konrads langes Ausbleiben an seiner Arbeitsstelle beunruhigt ist. Beides trägt nicht gerade dazu bei, dass Anna optimistisch in die Zukunft schauen kann, was Konrads Versprechen, bei Mama zu bleiben, betrifft. Beim Mittagessen in einem Restaurant gibt es aber immerhin positive Nachrichten aus Ungarn. Annas und Konrads Gespräch über die scheinbar erfreuliche Wendung – die Sowjets wurden zum Abzug aus Ungarn aufgefordert – wird von einem Bekannten Konrads unterbrochen: Ken Hathaway vom British Council. Dieser beteuert, wie sehr Mama in ihrem Umfeld geschätzt wird. Ihre kulturellen Interessen seien wohl eine ausgesprochen kontinentale Eigenschaft, äußert er dabei, und Anna kann nicht umhin, sich vorzustellen, wie sehr ihre Mutter, die sich als Britin fühlt, sich über diese Äußerung ärgern würde.

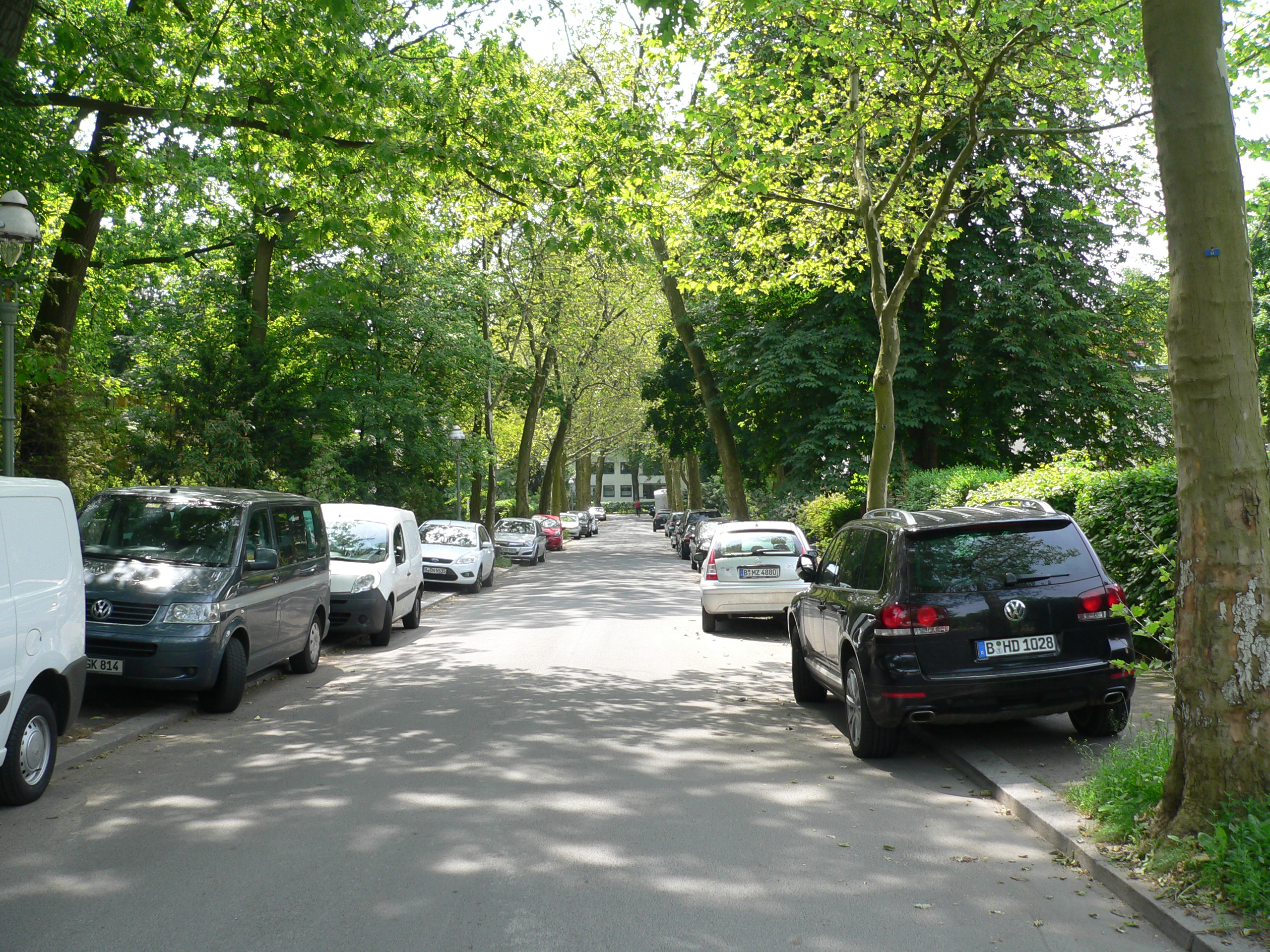
Die Berliner Douglasstraße. Im Haus Nr. 10 wohnte die Familie Kerr vor der Emigration.

Nachmittags lässt sie sich von Konrad in der Umgebung ihres einstigen Zuhauses absetzen, da dies fast der einzige Teil Berlins ist, an den sie sich von ihrer Kindheit her noch erinnern kann: „Als sie klein war, war ihr die Straße immer sehr dunkel vorgekommen. Die Bürgersteige waren von einer dichten Baumreihe gesäumt, und als Mama und Papa ihr gesagt hatten, daß sie hier wohnen würden statt in ihrer alten Etagenwohnung in der hellen Straße, in der es überhaupt keine Bäume gab, da hatte sie gedacht, sie sind verrückt […] Das war im Sommer gewesen – sie mußte vier oder fünf gewesen sein –, als die Blätter eine Art Baldachin über die ganze Straße hinweg bildeten. Jetzt lagen die meisten Blätter am Boden […] Sie hatte das Haus am anderen Ende erwartet, aber sie stand sehr bald davor. Es war kaum wiederzuerkennen […]“ Doch dann stellt Anna fest, dass die Treppe zur Vordertür unverändert geblieben ist, die sie jeden Tag nach der Schule hinaufgestürzt ist. Kaum wurde damals die Tür geöffnet, da rief sie Tag für Tag: „Ist Mami da?“ Plötzlich spürt sie mit geisterhafter Klarheit, wie es war, ein kleines Mädchen zu sein, nur deutsch zu sprechen und sich im Bewusstsein der Anwesenheit ihrer Eltern vollkommen sicher zu fühlen. Zahlreiche Szenen aus ihrer Kindheit treten ihr vor die Augen, Vergangenheit und Gegenwart scheinen sich zu vermischen und Anna ist plötzlich einem Ohnmachtsanfall nahe, als Hildy Goldblatt auftaucht und sie ins benachbarte Café führt, wo sie sich langsam erholen kann. Schließlich kann Hildy sie in ein Taxi setzen und sie fährt zum Krankenhaus. Wieder ruft sie ihre komatöse Mutter an, auch mit der Bezeichnung „Mami“ aus ihrer Kindheit. Im Hinterkopf stellt sie dabei eine ärgerliche Ähnlichkeit der Szene mit der kitschigen Fernsehserie Dr. Kildare fest – aber diesmal erfolgt tatsächlich eine erkennbare Reaktion ihrer Mutter. Nachdem diese mehrfach die Worte „Ich will“ hervorgebracht und Anna jedes Mal mit „Du darfst nicht!“ und ähnlichen Ausrufen auf den Wunsch, zu sterben, geantwortet hat, erwidert Mama schließlich: „Ja, gut.“ Entgegen der Skepsis des Arztes und Konrads ist Anna jetzt davon überzeugt, dass ihre Mutter überleben wird. Sie verbringt den Abend allein im Hotel und hat eine entspannte Nacht.
Anderntags wird sie durch einen Anruf geweckt: Man ist sich nun auch im Krankenhaus sicher, dass Annas Mutter gerettet ist. Kurz darauf erfährt sie außerdem, dass Max sich mittlerweile in Berlin befindet. Die beiden treffen sich im Krankenhaus und können kurz mit Mama sprechen. Nachmittags besucht Anna mit Max eine Ausstellung in einem Theaterfoyer, die ihrem Vater gewidmet ist. Die meisten der alten Fotografien sind ihr bekannt. Wirklich berührt ist sie erst, als sie sich zum Gehen wendet und das letzte Bild ihres Vaters, das ein Pressefotograf 1948 bei dessen Ankunft in Deutschland gemacht hat, in riesiger Vergrößerung vor sich sieht. Dieses Foto stellt als einziges ihren Vater so dar, wie sie ihn erlebt hat. Sowohl Anna als auch Max stellen sich die Frage, wie Mama, die mit einem Mann wie ihrem Vater verheiratet war, nun ihr Herz an einen so alltäglichen Menschen wie Konrad hängen kann. Doch Max äußert schließlich Verständnis: „Papa war ein großer Mann. Es ist gar nicht so einfach, sich seiner würdig zu erweisen. Mit ihm verheiratet und dazu ein Flüchtling zu sein – da würde jeder sich nach ein bisschen Alltäglichkeit sehnen. Ich glaube, irgendwie haben wir es alle getan.“ Anna, die Künstlerin und Schriftstellerin, sieht das nicht ganz so, vertieft das Thema aber nicht, da sie mit Maxens Ankündigung, er müsse in Kürze wieder abreisen und sich um seine Frau Wendy kümmern, beschäftigt ist. Sie hat Angst davor, allein mit Mama und Konrad in Westberlin zu bleiben. Später besuchen die beiden ihre Mutter im Krankenhaus. Diese hat einen heftigen Gefühlsausbruch, weil sie sich durch Konrads Seitensprung zutiefst verletzt fühlt, und ist unglücklich, weil sie Maxens Urlaub verdorben hat. Anna fühlt sich, wie so oft, wenn Mama mit ihrem Sohn spricht, wie ein fünftes Rad am Wagen. Gleichzeitig stellt sie aber zum wiederholten Mal und mit etwas schlechtem Gewissen fest, dass die Vorgänge sich großartig eignen würden, um darüber zu schreiben. Den Abend verbringen Anna und Max mit Konrad in dem Lokal, in dem sie einst Annas Verlobung gefeiert haben, und die Wirtin gibt ihnen einen Schnaps zum „Familientreffen“ aus. Entsetzt stellt Anna bei der Rückkehr ins Hotel fest, dass es zu spät ist, heute noch Richard anzurufen, was sie zwei Tage zuvor von der Goldblattschen Wohnung aus tun konnte, und dass Max offenbar zu Konrad gesagt hat, sie, Anna, werde noch länger in Berlin bleiben, wenn er nach Griechenland zurückfliege.
Am Mittwoch sind beide Geschwister schon morgens gereizt. Anna wird von wiederkehrenden Erinnerungen an ihre Mutter, die weinend vor einem Laden steht, verfolgt, Max von der Angst um seine Frau geplagt. Als sie dann noch in der Zeitung eine Schlagzeile über den englischen Angriff in Suez lesen, während gleichzeitig gemeldet wird, dass die Russen ihren Abzug aus Ungarn, Rumänien und Polen anbieten, steht es für Max fest, dass er so schnell wie möglich nach Griechenland fliegen und Frau und Kind holen muss. Darüber gerät er kurz danach mit seiner Mutter in Streit, die behauptet, sie hätte eine solche Situation wie die, in der sich Wendy gerade befindet, auch ohne Hilfe ihres Mannes meistern können und nur ihr sei es zu verdanken, dass die Familie die Emigration so gut überstanden habe. Einerseits müssen ihre Kinder ihr recht geben, andererseits aber will Max auch seine eigenen Leistungen und Schwierigkeiten nicht vergessen sehen, ebenso die seiner Schwester und seines Vaters. Er wirft ihr vor, die Welt immer in einem romantischen und einseitigen Licht sehen zu wollen. Schließlich wird auch Anna in den Streit hineingezogen und ist empört, weil ihre Mutter es offenbar gar nicht richtig zu schätzen weiß, dass sie sich von Richard getrennt und höchst widerwillig die Reise nach Berlin angetreten hat. Der zweite Besuch dieses Tages im Krankenhaus verläuft harmonischer. Mama – die Anna immer noch in dieser hartnäckigen Vision weinend vor einem Laden stehen sieht – erinnert sich an viele Szenen aus der Zeit der Emigration, scheint sich mit Konrad ausgesöhnt zu haben und ist begeistert, dass Anna und Max abends zu Ken Hathaways British-Council-Party gehen werden. Von dort aus will Konrad Max dann direkt zum Flughafen bringen. Als Anna anschließend einige Zeit allein in der Eingangshalle des Krankenhauses sitzt, fällt ihr plötzlich der Zusammenhang der Szene, die ihr in den letzten Tagen immer wieder vor Augen getreten ist, ein: Mama hat schon einmal, in London während der Emigration, versucht, sich das Leben zu nehmen. Zumindest hat sie das Anna erzählt, nachdem sie diese, vor einem Laden stehend, im Bus vorbeifahren gesehen und gerufen hat. Anna hat damals den Bus bei der nächsten Gelegenheit verlassen, ist zu Mama zurückgelaufen, die weinend vor einer Woolworths-Filiale stand, und musste erfahren, dass ihre Mutter angeblich in der Nacht zuvor im Badezimmer des Hotels zwei Tabletten genommen hatte, die sie während der Kriegszeit von Professor Rosenberg, einem befreundeten Arzt, erhalten hatte. Die Tabletten sollten ein sofort tödlich wirkendes Gift enthalten; Annas Eltern hatten sie sich geben lassen, als die Invasion der Deutschen in Großbritannien befürchtet wurde. Diese Tabletten, so hat Mama weinend erklärt, hätten aber nicht gewirkt – vielleicht sei der Arzt ein Scharlatan gewesen, vielleicht auch habe das Präparat im Lauf der Jahre seine Wirksamkeit verloren. Anna erinnert sich plötzlich, dass sie die Szene auf einmal so absurd gefunden hat, dass sie zu lachen begann und Mama in das Lachen einstimmte. Offenbar hat sie das Erlebnis später verdrängt; nun aber steht es ihr wieder vor Augen.
Für Anna bedeutet Hathaways Party am Abend puren Stress. Sie versucht von Hathaways Wohnung aus Richard anzurufen, um von diesem einen Rat bezüglich ihrer Rückkehr nach London zu bekommen. Doch die Verbindung lässt auf sich warten und als sie endlich zustande gekommen ist, wird das Gespräch gleich wieder unterbrochen. Weil Max eilends zum Flughafen gebracht werden muss, kann Anna auch keinen zweiten Versuch zu einem Telefonat unternehmen. Konrad rast mit den beiden Geschwistern durch das nächtliche Berlin und kann Max gerade noch rechtzeitig am Flughafen absetzen. Auf der Rückfahrt kommt Anna mit Konrad ins Gespräch. Er fühlt sich sehr bedrückt, weil er Mama zu einem Selbstmordversuch gebracht hat, was sie seiner Meinung nach nicht einmal in den schlimmsten Zeiten der Emigration ernsthaft in Erwägung gezogen hat. Anna erzählt ihm daraufhin von ihrer wiedergekehrten Erinnerung an das Erlebnis in London, was Konrad große Erleichterung zu verschaffen scheint. Anna fragt sich, ob sie mit dieser Erzählung etwas Schlimmes angerichtet hat. Andererseits fühlt sie sich erlöst, weil Konrad angeboten hat, ihr für Freitag einen Heimflug zu buchen.

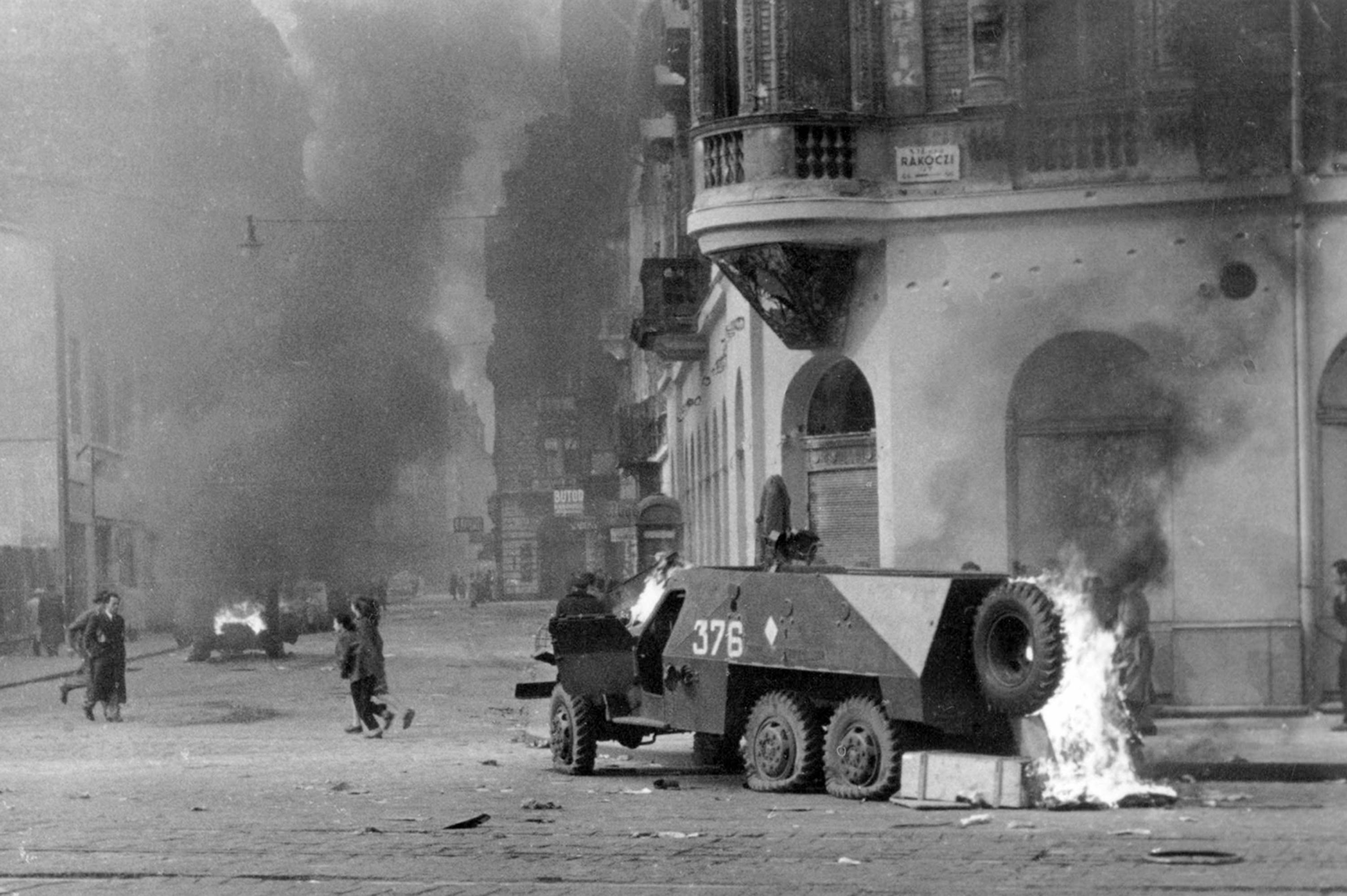
Ungarischer Volksaufstand 1956

Nach einer unruhigen Nacht erfährt sie von der Wirtin, dass die Russen wirklich aus Ungarn abzuziehen scheinen. Auch Mama, die sie am Vormittag im Krankenhaus besucht, ist von dieser Nachricht begeistert und reagiert relativ gelassen, als Anna vorsichtig ankündigt, dass sie bald nach Hause fliegen wird. Doch ein Anruf Konrads zerstört die entspannte Atmosphäre. Als Mama fragt, ob Konrad die Hotelzimmer für ihren Erholungsurlaub gebucht hat, teilt dieser ihr mit, dass Erwin krank ist und er noch nicht weiß, ob er unter diesen Umständen Urlaub beantragen kann. Mama verliert die Fassung und beschuldigt Konrad, immer noch mit der Sekretärin Ilse liiert zu sein; schließlich kommt sie auf ihren Selbstmordversuch zu sprechen und Konrad reagiert mit der süffisanten Bemerkung, das sei ja nicht das erste Mal gewesen. Da Mama Konrad nie von ihrem angeblichen oder tatsächlichen Versuch, sich mit den Tabletten Rosenbergs das Leben zu nehmen, erzählt hat, ist sie fassungslos. Konrad gelingt es aber später, sie glauben zu machen, sie habe ihm selbst über den Vorfall berichtet.
Anna verlässt so bald wie möglich das Krankenzimmer. Konrad hat seinen Besuch im Krankenhaus angekündigt und einen Augenblick spielt sie mit dem Gedanken, ihn in der Eingangshalle abzufangen und zu bitten, Mama nicht zu erzählen, was sie, Anna, ihm nachts verraten hat. Doch dann lässt sie ihn vorübergehen, ohne dass er sie bemerkt, und fährt noch einmal in die Douglasstraße. Sie möchte das Erlebnis von neulich wiederholen und wieder die Gegenwart der kleinen Person spüren, die sie einmal war. Doch der Versuch misslingt. Schließlich lässt sich Anna von einem Taxi zu Konrads Büro bringen. Im Vorzimmer trifft sie auf Ilse. Konrad selbst ist noch nicht anwesend und erschrickt etwas, als er Anna und Ilse später miteinander antrifft. Er schickt Ilse zum Mittagessen, nimmt Anna mit in sein Privatbüro und erklärt ihr, dass er sich mit Mama wieder versöhnt und außerdem Annas Flugticket besorgt hat. Außerdem geht er mit ihr den Wiedergutmachungsantrag durch, den er für Mama zu bearbeiten hat. Dabei erzählt er ihr, dass er ihren Vater einmal in London getroffen hat und von ihm sehr beeindruckt war: „Er war so witzig und interessant. Und was er alles wußte. Und seine Begeisterungsfähigkeit – genau wie bei deiner Mutter. Sie paßten sehr gut zusammen. Sowohl emotional wie intellektuell […] Ich war nicht so ganz ihre Schuhnummer […] es ist wahr und ich weiß es.“ Er verspricht aber, sich in Zukunft um Annas Mutter zu kümmern, und Anna verlässt nach einem letzten Besuch bei ihrer Mutter das Krankenhaus wenigstens halbwegs beruhigt. Sie beschließt, noch einen Besuch bei den Goldblatts zu machen. Hildy und Erwin, der im Krankenbett liegt, trinken gerade auf die tapferen Ungarn und darauf, dass Erwin doch nicht, wie zunächst befürchtet, an Hepatitis leidet, und Hildy spricht Anna, die keine Lust mehr hat, die Geschehnisse zu vertuschen, Mut zu. Konrad werde sicher wenigstens vorläufig bei seiner Partnerin bleiben. „»Dann?« Hildy hob beide Handflächen in der uralten jüdischen Geste. »Dann? Wer wird sich darüber groß bekümmern? Dann kommt ja alles immer doch anders, als man denkt.«“
Der Freitag beginnt damit, dass Anna, am Fenster stehend, plötzlich das Gefühl hat, das Glas riechen zu können, und sich auf einmal erbrechen muss. Sie befürchtet, sich mit Erwins Magen-Darm-Grippe angesteckt zu haben, ist aber entschlossen, trotzdem nach Hause zu fliegen, und lässt sich von Konrad zum Flughafen bringen. Das Abschiedsgespräch verläuft stockend und ist voller Fußangeln, Anna ist froh, als ihr Flug aufgerufen wird. Im Halbschlaf durchlebt sie im Flugzeug wieder Szenen aus ihrer Vergangenheit. Die Stewardess ist beunruhigt über ihre Blässe und fragt, ob sie in Heathrow abgeholt wird. Das kann Anna bejahen, doch sie erlebt wieder eine Schrecksekunde, weil sie sich, wie in ihrem wiederkehrenden Alptraum, nicht gleich erinnern kann, von wem sie abgeholt werden wird. Richard scheint in diesen Träumen einfach ausgeblendet zu werden.
In der Realität ist er aber vorhanden und nimmt sie am Flughafen in die Arme. Er habe es inzwischen mit der Angst zu tun bekommen, erklärt er, und jetzt erst erfährt Anna, dass Budapest mittlerweile von Panzern eingekesselt ist und die Sowjets in Ungarn tun, was sie wollen, während die Labour Party „eine riesige Protestversammlung auf dem Trafalgar Square“ veranstaltet, wegen „uns. Wie böse wir sind, dass wir wie Imperialisten in Suez einmarschieren. Und während wir uns mit unserem eigenen kleinen Fiasko beschäftigen, tun die wahren Imperialisten, was sie wollen.“ Als die beiden auf ein Taxi warten, macht Anna unter dem Eindruck dieser Nachrichten einen völlig erschöpften Eindruck, und Richard erwähnt, dass sie ja außerdem in der vergangenen anstrengenden Woche auch noch ihre Tage hatte. Anna blickt ihn daraufhin fassungslos an und weiß plötzlich, dass sie schwanger ist.

## Biographische Bezüge
Der Verkäufer in der Eingangsszene spricht von einer großen Fernsehserie, die im vergangenen Jahr gelaufen sei. Bei diesem Straßenfeger handelte es sich um The Quatermass Experiment von Nigel Kneale. Elizabeth Dillon wird die Bezeichnung „eingeweckte Kindheit“ in den Mund gelegt, die später den Titel einer weiteren Publikation Judith Kerrs über ihre Kindheit bildete. Julia Kerr hatte in der Zeit des Exils regelmäßig von der Möglichkeit, ihrem Leben ein Ende zu setzen, gesprochen und wollte tatsächlich in den 1950er Jahren aus dem Leben scheiden. In Judith Kerr's Creatures erwähnt ihre Tochter diese Tatsache, ohne sich über die Hintergründe zu äußern. Auch eine erste Schwangerschaft Judith Kerrs, die aber mit einer Fehlgeburt endete, fällt in diese Zeit. Das erste Kind, die Tochter Tacy, wurde 1958 geboren, ihr Bruder Matthew folgte 1960.

## Rezeption
Judith Kerr selbst schrieb über den dritten Teil ihrer autobiographischen Trilogie: „A Small Person Far Away is really a grown-up novel an I have always been pleased that my grown-up children liked it best of the three […] I just wanted to tell the story of my family – how, when my brother and I were young, our parents were always able to protect us, how they always seemed to know what to do, and how, gradually the relationship changed, until, with my mother's attempt at suicide, the position was totally reversed […]“ Kerr stellte hier auch fest, dass Eine Art Familientreffen auf weniger Leserinteresse stieß als seine beiden Vorgänger, kommentierte dies aber mit den Worten: „I had found writing it interesting an decided to follow it up wit another grown-up novel“. Dieses geplante Buch kam aber nie zustande.
Bannasch und Rochus bezeichnen den Roman Eine Art Familientreffen als „den Versuch einer Therapie“ und meinen, die Hauptperson bzw. die Autorin habe hier den Versuch unternommen, das Trauma des Exils zu verarbeiten, dessen Folgen bis in ihre Gegenwart reichten. Sie befassen sich im Handbuch der deutschsprachigen Exilliteratur aber ausführlicher mit dem ersten Band der Trilogie.
Aufmerksamkeit erhielten Judith Kerrs autobiographische Bücher dadurch, dass sie zu den ersten Kinder- und Jugendbüchern gehörten, die sich mit dem Dritten Reich beschäftigten. Aber auch hier stand meist der erste Band der Trilogie im Vordergrund des Interesses. Eine Art Familientreffen scheint von jungen Lesern oft eher negativ beurteilt zu werden, aber auch die erwachsene Ulrike Schimming urteilte: „Von den drei Bänden ist Eine Art Familientreffen sicherlich der schwächste Teil.“ Sie billigt dem Band nur zu, dass er das Bild sozusagen bis zur Familiengründung der Hauptperson abrunde, ohne darauf einzugehen, wie das Thema der Eltern-Kind-Beziehung in diesem Buch weitergeführt wird und dass dieser letzte Band erst die Begegnung mit der im englischen Titel genannten kleinen Person ermöglicht, die Anna alias Judith Kerr vor der Erfahrung des Exils war.
Wilhelm Kühlmann gelangt gar in seiner Darstellung des Romans zu dem Schluss: „Ihre Geschichte entpuppt sich als die Identitätssuche einer jungen Frau, die schließlich das unerhoffte Mutterglück aus einer Reihe unlösbar scheinender Krisen befreit und das Ende ihrer Kindheit markiert. Somit gipfelt das Schlussstück der Romantrilogie in der gelungenen Ausbildung eines spezifisch weiblichen Geschlechtscharakters […] Damit werden die emanzipatorischen Anregungen, die von den ersten beiden Teilen […] ausgehen, revidiert. In seiner pädagogischen und moralischen Zielsetzung ist Eine Art Familientreffen den Idealen der traditionellen Mädchenliteratur zuzurechnen.“ Judith Kerr allerdings hat dieses Buch wohl nie als „Mädchenliteratur“ aufgefasst. Auf dem Schutzumschlag der deutschsprachigen Ausgabe ist ihre Erläuterung zu lesen: „Diese Geschichte von Anna, die in London geheiratet hat und dort ihr eigenes Leben führt, und von ihrer tapferen, verletzbaren, alternden Mutter, die sich in England nie eingewöhnen konnte, ist ein Buch über Eltern und Kinder für Erwachsene.“

## Ausgabe
- Judith Kerr: Eine Art Familientreffen. Otto Maier Verlag: Ravensburger 1980, ISBN 3-473-35050-8